# ヨハネス6世 (ローマ教皇)
ヨハネス6世（Ioannes VI、655年 - 705年1月11日）は、ローマ教皇（在位：701年 - 705年）。教会慣用名はヨハネ。

## 人物略歴
ギリシアに生まれる。教皇登位は701年10月30日であった。705年1月11日に没した。